# Campeonato Mundial de Ajedrez 1957
El Campeonato Mundial de Ajedrez 1957 fue un encuentro entre el retador Vasili Smyslov de la Unión Soviética y su compatriota y campeón defensor Mijaíl Botvínnik. El match se jugó en Moscú, Rusia. El primer juego empezó el 5 de marzo de 1957. El último juego empezó el 27 de abril que terminó empatado. Smyslov ganó el match 12½-9½, convirtiéndose en el campeón oficial número 7. 

## Torneo Interzonal
El Torneo Interzonal fue jugado en la ciudad sueca de Gotemburgo en el año 1955.
| N.º | Jugador               | 1 | 2 | 3 | 4 | 5 | 6 | 7 | 8 | 9 | 10 | 11 | 12 | 13 | 14 | 15 | 16 | 17 | 18 | 19 | 20 | 21 | Total |
| --- | --------------------- | - | - | - | - | - | - | - | - | - | -- | -- | -- | -- | -- | -- | -- | -- | -- | -- | -- | -- | ----- |
| 1   | David Bronstein       | - | 1 | 1 | ½ | 1 | ½ | ½ | ½ | ½ | ½  | ½  | ½  | ½  | 1  | ½  | 1  | 1  | 1  | 1  | 1  | 1  | 15    |
| 2   | Paul Keres            | 0 | - | 1 | ½ | ½ | ½ | ½ | ½ | 1 | ½  | 1  | 1  | 1  | 1  | ½  | 1  | 1  | 0  | ½  | ½  | 1  | 13½   |
| 3   | Oscar Panno           | 0 | 0 | - | ½ | 0 | 1 | ½ | ½ | 1 | ½  | 1  | 1  | 1  | ½  | ½  | 1  | 1  | ½  | 1  | 1  | ½  | 13    |
| 4   | Tigrán Petrosián      | ½ | ½ | ½ | - | ½ | ½ | ½ | ½ | ½ | ½  | ½  | 1  | ½  | ½  | ½  | ½  | ½  | 1  | 1  | 1  | 1  | 12½   |
| 5   | Yefim Géler           | 0 | ½ | 1 | ½ | - | ½ | ½ | 1 | ½ | 0  | ½  | ½  | ½  | 1  | 0  | ½  | 1  | 1  | ½  | 1  | 1  | 12    |
| 6   | László Szábo          | ½ | ½ | 0 | ½ | ½ | - | ½ | ½ | ½ | ½  | ½  | ½  | 0  | 1  | ½  | ½  | 1  | 1  | 1  | 1  | 1  | 12    |
| 7   | Miroslav Filip        | ½ | ½ | ½ | ½ | ½ | ½ | - | ½ | 0 | ½  | ½  | 1  | ½  | 0  | ½  | 1  | ½  | ½  | 1  | ½  | 1  | 11    |
| 8   | Herman Pilnik         | ½ | ½ | ½ | ½ | 0 | ½ | ½ | - | 0 | ½  | ½  | ½  | ½  | 1  | 1  | ½  | ½  | ½  | 1  | ½  | 1  | 11    |
| 9   | Borís Spaski          | ½ | 0 | 0 | ½ | ½ | ½ | 1 | 1 | - | 1  | 0  | ½  | 0  | ½  | 1  | ½  | 0  | 1  | 1  | 1  | ½  | 11    |
| 10  | Georgi Ilivitzky      | ½ | ½ | ½ | ½ | 1 | ½ | ½ | ½ | 0 | -  | ½  | 0  | 0  | ½  | ½  | 1  | ½  | ½  | ½  | 1  | 1  | 10½   |
| 11  | Luděk Pachman         | ½ | 0 | 0 | ½ | ½ | ½ | ½ | ½ | 1 | ½  | -  | ½  | ½  | 1  | ½  | ½  | ½  | ½  | ½  | 1  | ½  | 10½   |
| 12  | Carlos Guimard        | ½ | 0 | 0 | 0 | ½ | ½ | 0 | ½ | ½ | 1  | ½  | -  | 1  | 1  | ½  | 0  | ½  | 1  | ½  | 0  | 1  | 9½    |
| 13  | Miguel Najdorf        | ½ | 0 | 0 | ½ | ½ | 1 | ½ | ½ | 1 | 1  | ½  | 0  | -  | 0  | 0  | ½  | 1  | ½  | 1  | ½  | 0  | 9½    |
| 14  | Andrija Fuderer       | 0 | 0 | ½ | ½ | 0 | 0 | 1 | 0 | ½ | ½  | 0  | 0  | 1  | -  | ½  | 1  | 1  | 1  | 0  | 1  | ½  | 9     |
| 15  | Braslav Rabar         | ½ | ½ | ½ | ½ | 1 | ½ | ½ | 0 | 0 | ½  | ½  | ½  | 1  | ½  | -  | ½  | 0  | ½  | 1  | 0  | 0  | 9     |
| 16  | Wolfgang Unzicker     | 0 | 0 | 0 | ½ | ½ | ½ | 0 | ½ | ½ | 0  | ½  | 1  | ½  | 0  | ½  | -  | ½  | ½  | 1  | ½  | 1  | 8½    |
| 17  | Arthur Bisguier       | 0 | 0 | 0 | ½ | 0 | 0 | ½ | ½ | 1 | ½  | ½  | ½  | 0  | 0  | 1  | ½  | -  | 0  | 1  | ½  | 1  | 8     |
| 18  | Gideon Ståhlberg      | 0 | 1 | ½ | 0 | 0 | 0 | ½ | ½ | 0 | ½  | ½  | 0  | ½  | 0  | ½  | ½  | 1  | -  | ½  | ½  | 1  | 8     |
| 19  | Jan Hein Donner       | 0 | ½ | 0 | 0 | ½ | 0 | 0 | 0 | 0 | ½  | ½  | ½  | 0  | 1  | 0  | 0  | 0  | ½  | -  | 1  | ½  | 5½    |
| 20  | Antonio Medina García | 0 | ½ | 0 | 0 | 0 | 0 | ½ | ½ | 0 | 0  | 0  | 1  | ½  | 0  | 1  | ½  | ½  | ½  | 0  | -  | 0  | 5½    |
| 21  | Bogdan Śliwa          | 0 | 0 | ½ | 0 | 0 | 0 | 0 | 0 | ½ | 0  | ½  | 0  | 1  | ½  | 1  | 0  | 0  | 0  | ½  | 1  | -  | 5½    |

## Torneo de Candidatos
Los nueve mejores ubicados en el Torneo Interzonal y el perdedor del campeonato pasado jugaron un torneo con el sistema de todos contra todos a dos rondas, en la ciudad neerlandesa de Ámsterdam, y el ganador obteniendo el derecho de jugar por el Campeonato Mundial de Ajedrez contra Mijaíl Botvínnik en 1957.
Debido al alto costo del Torneo de Candidatos pasado, se decidió disminuir a 7 la cantidad de los participantes (los 7 mejores ubicados en el Interzonal). Debido a las críticas recibidas porque Smyslov, el perdedor del Campeonato pasado, no jugara en el Torneo, se lo incluyó. Pero, debido a que hubo un triple empate en el 7° puesto del Interzonal (Filip, Pilnik y Spassky), se decidió incluirlos a los tres en el Torneo.
| N.º | Jugador          | 1   | 2   | 3   | 4   | 5   | 6   | 7   | 8   | 9   | 10  | Total |
| --- | ---------------- | --- | --- | --- | --- | --- | --- | --- | --- | --- | --- | ----- |
| 1   | Vasili Smyslov   | –   | ½ ½ | ½ 1 | 1 1 | ½ ½ | 0 ½ | ½ ½ | ½ 1 | 1 ½ | ½ 1 | 11½   |
| 2   | Paul Keres       | ½ ½ | –   | ½ 1 | ½ ½ | ½ ½ | ½ ½ | ½ ½ | ½ 0 | 1 ½ | 1 ½ | 10    |
| 3   | David Bronstein  | ½ 0 | ½ 0 | –   | ½ 1 | 1 ½ | ½ 0 | ½ ½ | 1 ½ | ½ ½ | ½ 1 | 9½    |
| 4   | Yefim Géler      | 0 0 | ½ ½ | ½ 0 | –   | 1 0 | 1 ½ | ½ 0 | 1 1 | ½ 1 | 1 ½ | 9½    |
| 5   | Tigrán Petrosián | ½ ½ | ½ ½ | 0 ½ | 0 1 | –   | ½ ½ | ½ ½ | 1 ½ | ½ ½ | 1 ½ | 9½    |
| 6   | Borís Spaski     | 1 ½ | ½ ½ | ½ 1 | 0 ½ | ½ ½ | –   | 0 ½ | ½ ½ | ½ ½ | ½ 1 | 9½    |
| 7   | László Szábo     | ½ ½ | ½ ½ | ½ ½ | ½ 1 | ½ ½ | 1 ½ | –   | 0 ½ | ½ ½ | 0 1 | 9½    |
| 8   | Miroslav Filip   | ½ 0 | ½ 1 | 0 ½ | 0 0 | 0 ½ | ½ ½ | 1 ½ | –   | 1 0 | ½ 1 | 8     |
| 9   | Oscar Panno      | 0 ½ | 0 ½ | ½ ½ | ½ 0 | ½ ½ | ½ ½ | ½ ½ | 0 1 | –   | 1 ½ | 8     |
| 10  | Herman Pilnik    | ½ 0 | 0 ½ | ½ 0 | 0 ½ | 0 ½ | ½ 0 | 1 0 | ½ 0 | 0 ½ | –   | 5     |

## Match
El match fue jugado a mejor de 24 juegos, las victorias contando 1 punto, los empates ½ punto, y las derrotas 0, y acabaría cuando un jugador llegue a 12½ puntos o más. Si el match acabara en un empate 12 a 12, el campeón defensor (Botvínnik) retenería el título.
| Jugador          | 1 | 2 | 3 | 4 | 5 | 6 | 7 | 8 | 9 | 10 | 11 | 12 | 13 | 14 | 15 | 16 | 17 | 18 | 19 | 20 | 21 | 22 | Total |
| ---------------- | - | - | - | - | - | - | - | - | - | -- | -- | -- | -- | -- | -- | -- | -- | -- | -- | -- | -- | -- | ----- |
| Mijaíl Botvínnik | 0 | ½ | ½ | 1 | 1 | 0 | ½ | 0 | ½ | ½  | ½  | 0  | 1  | ½  | ½  | ½  | 0  | ½  | ½  | 0  | ½  | ½  | 9½    |
| Vasili Smyslov   | 1 | ½ | ½ | 0 | 0 | 1 | ½ | 1 | ½ | ½  | ½  | 1  | 0  | ½  | ½  | ½  | 1  | ½  | ½  | 1  | ½  | ½  | 12½   |